# Шовгеновский район
Шовге́новский райо́н (адыг. Шэуджэн къедзыгъо) — административно-территориальная единица и муниципальное образование (муниципальный район) в составе Республики Адыгея Российской Федерации.
Административный центр — аул Хакуринохабль.

## География
Шовгеновский район расположен в северной части Республики Адыгея. Территорию пересекает параллель 45 градусов северной широты. Площадь территории района составляет — 521,4 км².
Граничит  на юго-востоке с Кошехабльским, на юге — с Гиагинским, на западе  — с Красногвардейским районами Адыгеи, на юго-западе — с Белореченским, на севере — с Усть-Лабинским и Курганинским районами Краснодарского края.
Территория района расположена на аллювиально-пролювиальной трассе, на водораздельной равнине, расчленённой реками Гиага, Улька, Грязнуха и Фарс.
По площади район превосходит только Тахтамукайский, однако плотность населения Шовгеновского района почти в пять раз ниже при примерно одинаковом количестве населённых пунктов и плотности их сети. Это связано с тем, что он является преимущественно аграрным и здесь отсутствуют городские поселения.
Сельскохозяйственные земли занимают 64,7 % площади территории района и составляют 12,8 % от площади всех земель сельскохозяйственного назначения республики.

### Климат
Климат в районе мягкий влажный умеренный. Средняя продолжительность солнечного сияния изменяется от 1750 до 2200 часов в год, при изменении высоты солнца от 22º в полдень 22 декабря, до 68º в полдень 22 июня. На территории района на поверхность земли за год поступает 117—120 ккал/см² суммарной радиации. Большое количество суммарной радиации определяет длительный вегетационный период 230—240 дней
На циркуляцию атмосферы оказывают влияние как общепланетарные факторы, так и сезонные центры действия атмосферы и местные процессы, характерные для Северного Кавказа, и обусловленные свойствами подстилающей поверхности. На территорию района проникают холодные воздушные массы из Арктики и Казахстана, ветры Средиземноморья приносят влажный тропический воздух, сухие теплые воздушные массы приходят со стороны Ирана.
Континентальный арктический воздух приносит на территорию района жесткие морозы и сильное ночное выхолаживание. Тропические континентальные массы зимой приносят повышение температуры, моросящие дожди и туманы. Зимой преобладают ветры восточного и северо-восточного направлений. В летнее время доминируют западные ветры Необходимо отметить большое значение орографии в формировании климата и модификации циркуляции воздуха. Северные равнины способствуют стационированию воздушных масс, движущихся с севера и северо-востока.
Среднегодовая температура воздуха составляет +9,8ºС. Самый холодный месяц: январь. Средние январские температуры для Шовгеновского района составляют −2,0° C. В июле средняя месячная температура составляет около +23,0° C. Продолжительность безморозного периода составляет 190 дней. Среднегодовая температура почвы составляет +12…+13º С, в июле наблюдаются максимальные температуры почв (до +30ºС), в январе — минимальные (-3…−4ºС). Средние температуры почвы снижаются с севера на юг и с запада на восток.
В Шовгеновском районе годовая сумма осадков составляет 500—700 мм, в году здесь фиксируется 115—150 дней с осадками. Максимум выпадения осадков наблюдается в мае-июне, что объясняется большой повторяемостью атлантических циклонов. Минимальное количество осадков приходится на начало осени. Характер выпадения осадков меняется посезонно: с октября по апрель преобладают обложные дожди, с мая по сентябрь — ливневые.
Снежный покров со средней высотой 20—30 см на описываемой территории лежит с третьей декады ноября по вторую декаду апреля, при этом количество дней с устойчивым снежным покровом на равнине увеличивается с запада на восток, в низкогорьях — с севера на юг. Велика повторяемость бесснежных зим (40—70 %).
Средняя скорость ветра достигает 3,3 м/с. В годовом ходе скорости ветра отмечается два максимума: основной в марте и дополнительный в ноябре-декабре. Минимальные скорости ветра наблюдаются летом в августе, зимой — в январе.
Территория получает достаточное количество тепла и влаги для произрастания сельскохозяйственных культур. Показатель ГТК (гидротермический коэффициент) в республике колеблется от 0,9 до 2,0. Равнинная часть характеризуется приемлемым увлажнением, ГТК = 0,9.

### Геоморфология
Шовгеновский район расположен на наклонной к северо-западу, низменной волнистой Закубанской равнине. С севера описываемая территория граничит с полого-наклонной Прикубанской равниной с отметками абсолютных высот у границы республики 10—140 м над уровнем моря.
Поверхности надпойменных террас плоские и имеют небольшой уклон. Они осложнены речной, балочной и овражной сетью. Временно действующие водотоки образуют ложбины, лощины, промоины, рытвины, овраги и балки. Промоины и небольшие рытвины, образовавшиеся на склонах в результате струйчатого размыва, при благоприятных условиях могут дать начало образованию оврагов, которое происходит, как правило, на возвышенно-равнинных пространствах или на обрывистых террасовидных уступах рек в области развития слабосвязанных и рыхлых, легко размываемых отложений, таких как супеси и суглинки, особенно лёссовидные.

### Геология
История геологического строения территории района достаточно сложна, что определяется её положением на стыке двух региональных тектонических структур: Северо-Кавказского краевого массива и Предкавказского передового прогиба. Они составляют южный край Скифской плиты, вовлеченной в процессы тектоно-магматической активизации. Район имеет двухъярусное строение — кристаллический фундамент и гетерогенный осадочный чехол. Породы чехла сложно дислоцированы в зоне новейшего тектогенеза, в результате которого сформировался Азово-Кубанский прогиб. Чехол сложен комплексом осадочных пород от триасового до неогенового возраста включительно, которые представлены аллювиальными, делювиальными, флювиогляциальными отложениями.
Равнинная и предгорная части представлены молодой эпигерцинской Скифской плитой. Фундамент плиты сложен дислоцированными метаморфизованными и глинистыми сланцами, кварцитами палеозоя, а её осадочный чехол представлен толщей молодых осадочных пород четвертичной системы. В пределах Скифской плиты на территории республики выделяются Западно-Кубанский и Восточно-Кубанский прогибы, отделенные валообразными поднятиями, переходящими в Адыгейский выступ. Адыгейский выступ — окраинная часть платформы, вовлечённая в поднятие прилегающего орогена
Скифской плите и Кубанскому прогибу, расположенному на ней, соответствует современный рельеф наклонной аллювиальной Закубанской равнины.
В пределах Закубанской равнины породы докембрия залегают на значительной глубине под толщей осадочных отложений палеозойского, юрского и мелового возраста. Докембрийские кристаллические породы, представленные гнейсами, гранитами, кристаллическими сланцами, имеют выходы в горной части республики.
Отложения среднего и верхнего палеогена, миоцена и плиоцена выражены породами морского и континентального происхождения — глинами, песками, песчаниками, реже известняками. К верхнему палеогену и части нижнего миоцена относится Майкопская свита, имеющая в рассматриваемом районе повсеместное распространение. Она представлена мощной (до 1000 м.) толщей тёмных, плотных, сланцеватых, неизвестковистых глин. В фациальном отношении майкопские отложения очень однообразны, и только в средней их части наблюдается несколько прослоев кварцевых, слюдистых, глинистых песков. Мощность песчаной пачки 170—200 м.
Осадки среднего миоцена представлены отложениями чокракского, тарханского, караганского и конкского горизонтов. Все указанные породы выражены, в основном, глинистой фацией с маломощными прослоями известняков, песчаников и мергелей. Выше залегают отложения сарматского и мэотического ярусов верхнего миоцена.
Коренные породы в пределах равнинной части и в долинах рек перекрыты отложениями четвертичного возраста, представленными нижнечетвертичными, среднечетвертичными, верхнечетвертичными, современными аллювиальными, а также делювиально-элювиальными образованиями.
Нижнечетвертичные отложения, широко развитые на водораздельных пространствах рек Белой, Лабы и других, слагают поверхности третьей надпойменной террасы. Литологически они представлены хорошо окатанной галькой и валунами изверженных и метаморфических пород с песчано-глинистым заполнителем.
Среднечетвертичные отложения, слагающие вторые надпойменные террасы, представлены галечниками, супесями, песками и глинами мощностью 12—20 м. Верхнечетвертичные образования развитые на первых надпойменных террасах имеют мощность не более 10—15 м. Современные аллювиальные отложения, слагающие пойменные террасы крупных рек, представлены галечниками и песками. Долины более мелких рек и балок сложены суглинками, супесями, илистыми глинами и песками с галькой. Мощность современных аллювиальных отложений колеблется от 5 до 10—15 м.
Мощность антропогеновых отложений, представленных суглинками, песками, галечниками, конгломератами, достигает 300 м в крупных синклиналях и прогибах.
В Предкавказье платформенный чехол включает комплексы мезозоя и кайнозоя, в основании залегают отложения триаса (перми-триаса), представленные терригенно-карбонатными образованиями.
Отложения юрской системы распространены шире, чем триасовой, и представлены всеми тремя отделами. Нижний и средний отделы, а также нижняя часть верхнего отдела (келловейский ярус) сложены терригеннымн породами аргиллитами, глинами, алевролитами, песчаниками, гравелитами, конгломератами с прослоями туфов и туфопесчаников. Верхняя часть юры, исключая келловейский ярус, сложена карбонатными отложениями. В терригенной части юры находятся основные пачки пород коллекторов, к которым приурочен ряд скоплений нефти и газа, и с которыми связаны основные перспективы разведки глубокопогруженных зон. Мощность юрских отложений измеряется от нескольких тысяч метров в юго-восточной зоне провинции до нескольких сотен и даже десятков метров в северных частях. В пределах отдельных валов, структурных и эрозионных выступов отложения юрской системы отсутствуют или представлены лишь частично. Нижнемеловые отложения в Азово-Кубанской впадине представлены песчано-глинистыми отложениями апт-альба, трансгрессивно и несогласно залегающими на размытой поверхности всех отделов юры.
Коллекторами в отложениях нижнего мела служат сильно сцементированные трещиноватые песчаники и алевролиты апт — альба и готерива, трещиноватые известняки валанжина.
Верхнемеловые отложения, мощностью от нескольких десятков до первых сотен метров, широко распространены в Предкавказье и представлены всеми ярусами от сеномана до дат-палеоцена. Палеогеновые отложения представлены всеми тремя отделами и отличаются большим фациально-литологическим разнообразием пород. Палеоцен южного борта Западно-Кубанского прогиба представлен флишевым и флишоидным чередованием песчаников, алевролитов, мергелей, доломитов и глин. В Восточно-Кубанской впадине разрез палеоцена сложен мергелями, алевролитами, глинами и песчаниками. В северной части Скифской плиты нижний палеоген выражен песчано-алевролитовой толщей значительной мощности. Песчаники обладают высокими коллекторскими свойствами. К востоку и юго-востоку происходит уменьшение мощности и замещение песчано-алевролитовых слоев глинисто-мергельными.
Эоценовые отложения Западно-Кубанского прогиба и Восточно-Кубанской впадины сложены терригенными и, в меньшей степени, карбонатными породами (белоглинская свита). Нефтегазоносность связана с песчано-алевролитовыми горизонтами среднего (кумский горизонт) и нижнего эоцена.

### Тектоника
Район располагается в пределах обширной и сравнительно просто сложенной тектонической зоны, именуемой Северо-Кавказской (Лабино-Малкинской) моноклиналью. В структурном отношении район Северо-Кавказской моноклинали, сложен породами нижнего и среднего отдела юрской системы, перекрытыми относительно маломощными четвертичными отложениями различных генетических типов. Отложения среднего и верхнего плиоцена, развитые в северной части рассматриваемой территории выражены песчано-глинистой толщей мощностью до 300 м.
Коренные породы в пределах равнинной части республики и в долинах рек перекрыты отложениями четвертичного возраста, современными аллювиальными, а также делювиально-элювиальными образованиями.
Нижнечетвертичные отложения, широко развитые на водораздельных пространствах рек Белой, Лабы и других, слагают поверхности третьей надпойменной террасы. Литологически они представлены хорошо окатанной галькой и валунами изверженных и метаморфических пород с песчано-глинистым заполнителем.
Среднечетвертичные отложения, слагающие вторые надпойменные террасы, представлены галечниками, супесями, песками и глинами мощностью 12—20 м. Верхнечетвертичные образования, развитые на первых надпойменных террасах, имеют мощность не более 10—15 м.
Современные аллювиальные отложения, слагающие пойменные террасы крупных рек, представлены галечниками и песками. Долины более мелких рек и балок сложены суглинками, супесями, илистыми глинами и песками с галькой. Мощность современных аллювиальных отложений колеблется от 5 до 10—15 м. Вышеперечисленные грунты характеризуются, в основном, достаточной несущей способностью.

### Почвы
Большую часть Шовгеновского района занимают западно-предкавказские выщелоченные чернозёмы. Выщелоченные черноземы имеют до 6 % гумуса, плотное сложение, небольшую водопроницаемость.
Небольшие участки слитых чернозёмов есть в самой южной части района. Данные почвы относятся к малогумусным, с тяжёлым механическим составом. Гумусовый горизонт имеет мощность от 150 см до 210 см.
В долине Лабы узкими полосами от 2—3 км до 15 км залегают луговые (пойменные) черноземы. Геологическая деятельность этих рек в эпоху оледенения вызвала образование мощных отложений в виде террас. На этих террасах и сформировались луговые и лугово-чернозёмные почвы.
Для района характерен наибольший удельный вес земель сельскохозяйственного назначения в структуре земельного фонда (более 80 %). Площадь пашни составляет 32 тысячи га., под лесами около 4 тысяч га.
Наибольший ущерб почвенному покрову наносит ветровая и водная эрозия, подтопление, падение плодородия почв, переувлажнение, переуплотнение, загрязнение и захламление отходами производства и потребления. Почти половина обследованных земель подвержена эрозии, около 38,2 % — дефляционно опасные земли, 31,2 % — переувлажненные, 6,8 % — заболоченные.
Северная часть района расположена в долине реки Лабы, состоящей из аллювиальных отложений новейшего времени. Для ландшафта характерны междуречные и межбалочные равнины, которые полностью распаханы. Лесная растительность сохранилась по долинам рек. Крупнейший лесной массив: Чёрный лес, площадью более 3 тысяч га. Среди растительности преобладает степная: мятлик, пырей, мята, бобовые, тимофеевка и другие травы. В лесах: дуб, ясень, вяз, тополь, верба, ива. В подлеске боярышник, терновник, бузина и другие кустарники.

### Гидрография
С севера территорию района огибает река Лаба. Слева в неё впадают реки — Чехрак, Фарс, Улька с её притоком Грязнухой, Гиага с притоком Медовкой. Гидрологическая характеристика двух наиболее крупных рек:
| Названия рек | Площадь водосбора, км² | Длина реки, км | Водоохранная зона, м | Прибрежная защитная полоса, м |
| ------------ | ---------------------- | -------------- | -------------------- | ----------------------------- |
| Лаба         | 12500                  | 341            | 200                  | 50                            |
| Фарс         | 1450                   | 197            | 200                  | 30-50                         |

Основными источниками питания рек района являются атмосферные осадки, дающие до 90 % стока на многих водотоках. Для Лабы характерно высокогорное снеговое и ледниковое питание. Ледники имеются в бассейне реки, истоки которых лежат на северных склонах Большого Кавказа. Это потенциальные запасы пресных вод питьевого качества. В бассейне реки насчитывается 48 ледников с площадью оледенения 15,2 км².
Ливневые и дождевые поверхностные стоки играют важную роль в режиме всех водотоков. Ливневые дожди, совпадающие по времени с интенсивным высокогорным снеготаянием, являются причиной катастрофических паводков в бассейне реки Лабы.
Территория Шовгеновского муниципального района располагается в пределах Западно-Кубанского гидрогеологического района Азово-Кубанского артезианского бассейна. В целом район отличается приемлемой водностью. Подземные воды встречаются в водоносных горизонтах, образующих единые водоносные комплексы, приурочены к отложениям нижнего и верхнего мела, чохракского, караганского, сарматского и мэотического ярусов миоцена, а также к плиоценовым и четвертичным образованиям.
Водоносный горизонт аллювиальных отложений развит в поймах рек, аллювиально-делювиальных отложений — в крупных балках. Глубина залегания подземных вод изменяется от 0 до 15 м (на участках высокой поймы). Воды обычно безнапорные. Источником питания являются атмосферные осадки и переток воды из реки во время паводков.
Небольшая мощность зоны аэрации (в основном от 0,15 м до 3,0 м) и незначительная суммарная мощность слабопроницаемых отложений (до 3,0 м) обусловили отнесение водоносных горизонтов в долинах рек к незащищенным, здесь преобладают наихудшие условия защищённости грунтовых вод (в основном I и частично, II категории). Определение условий защищённости водоносного горизонта современных аллювиальных отложений необходимо в связи с тем, что именно в этот горизонт прежде всего попадают загрязняющие вещества с поверхности земли.
Скорость размыва берегов рек определяется, в основном, скоростью течения и размываемостью пород. Наибольшие скорости отмечаются на реке Лаба. Весьма существенна эрозия берегов крупных левых притоков реки Кубани, особенно в их средних и нижних течениях. Многочисленные эрозионные и, сопровождающие их, обвальные и оползневые процессы отмечены по берегам реки Лаба и её притоков Чехрака, Фарса. Линейная пораженность берегов эрозией этих рек существенно возрастает вниз по течению от 20 % до 70 % по реке Лабе, от 20 % до 40 % по реке Фарс, от 30 % до 40 % по реке Чехрак.
Затоплению подвержены высокие и низкие поймы рек, имеющих верховья в горной части: на территории района. Это река Лаба. На ней пойма затапливается на 5—7 дней, обычно при прохождении весенне-летнего половодья слоем воды до 0,5 м, в понижениях до 1,5 м. Вода выходит из берегов иногда и при больших осенних паводках, покрывая пойму на 1—2 дня. Пораженность этим процессом поймы составляет 60—70 %. Максимальные уровни воды на Лабе могут наблюдаться на протяжении всего года (кроме зимы).
Фарс затапливается в нижнем и среднем течении 1 раз в 5—7 лет при больших паводках, связанных с повышенным выпадением осадков. В верхнем течении затопление составляет 70—80 % площади поймы. На реке Чехрак затапливается 20 % поймы.
В междуречье Лабы и Псенафы протягивается полоса развития заболоченных земель в транскавказском северо-западном направлении, что объясняется, по-видимому, существованием общего перегиба рельефа при переходе от горной зоны к предгорной террасированной равнине. Избыточно увлажненные участки расположены, в основном, в поймах рек, в днищах балок, подпруженных по той или иной причине, а также в бессточных понижениях. Избыточно увлажненные участки зарастают болотной растительностью. Многие из таких участков расположены на зарегулированных поймах рек, таких как Гиага. Заболоченность пойм рек растёт вниз по течению и достигает в отдельных местах 100 % (реки Лаба, Грязнуха).
На территории района распространены преимущественно солонцы луговые. Они приурочены к замкнутым понижениям надпойменных террас и образуются на аллювиальных глинах при близком (в среднем 1,15 м) залегании грунтовых вод. Наиболее чётко засоление проявляется в междуречье рек Фарс и Ульки, где оно составляет от 80 до 100 %.
Оползневые процессы развиты по берегам реки Лабы. Повышенная степень пораженности отмечается в пределах развития водоупорной майкопской глинистой толщи в бассейнах рек Лабы, Чехрак. Оползневые массивы здесь обусловлены эрозионной деятельностью реки. В районе развития глинистых отложений мелкообломочной молассы оползни в естественных, не обусловленных искусственной подрезкой, условиях развиваются в результате разупрочения пород в зоне гипергенеза. Встречаются оползни стабилизированные, частично активные и активные.
На участках развития отложений четвертичной молассы оползни развиты в основном по бортам долины реки Лабы, Фарса, причём активность их обусловлена исключительно интенсивностью боковой эрозии. Здесь широко развиты блоковые и блоково-консистентные оползни.

### Полезные ископаемые
Для равнинной зоны характерны месторождения газа, керамзитовых, кирпичных глин, валунно-песчано-гравийной смеси, подземных пресных, минеральных и термальных вод. Здесь перспективы использования минерально-сырьевой базы связаны с дальнейшей эксплуатацией неметаллического сырья.
Наибольший удельный вес в минерально-сырьевой базе района (около 70 %) имеет сырьё для производства строительных материалов: глины кирпичные и керамзитовые, пески, песчано-гравийные смеси.
Месторождения песков приурочены к меловым, палеогеновым, неогеновым отложениям, а также к четвертичным отложениям в русле и пойме левых притоков реки Лабы.
В Шовгеновском районе известны месторождения высококачественных сортов глин и суглинков для производства кирпича, керамзита и других керамических изделий.

## История

### Древняя история
Человек заселил данную территорию в глубокой древности, около 10—12 тысяч лет назад. Сейчас на территории республики расположено почти 500 памятников археологии, истории и культуры. До сих пор среди равнинных просторов высятся большие курганы. Многие из них таят в себе захоронения Северо-Кавказской и всемирно известной Майкопской культур. Немало и поселений, городищ, относящихся к первым векам нашей эры. Широко стали известны святилище Чемдежуашх у аула Кабехабль, курганный комплекс Уашхиту возле хутора Дорошенко и многие другие памятники археологии. Крупные курганные комплексы расположены по течению рек Ульки и Грязнухи, Гиаги.
В 1981 году была образована Кавказская археологическая экспедиция. В 1982—1991 годах она являлась крупнейшей археологической экспедицией в системе министерства культуры СССР. Основной упор в исследованиях был сделан на Закубанье, на территории Адыгейской АО (ныне Республика Адыгея). Охранно-спасательные работы велись в Красногвардейском, Шовгеновском, Теучежском и Майкопских районах области.
Погребения майкопской культуры исследовались экспедицией в курганах у аула Уляп Красногвардейского района, и хуторов Чернышёв и Дукмасов (раскопки А. М. Лескова, К. А. Днепровского, Т. А. Габуева). В районе аула Кабехабль, в 1988 году при исследовании кургана Уашхиту I был открыт грунтовой могильник майкопской культуры (раскопки А. М. Лескова, К. А. Днепровского, В. Р. Эрлиха). В 1987—1988 годах у хутора Чернышёв исследовалось Серёгинское поселение эпохи ранней бронзы (раскопки К. А. Днепровского).
В 1988 году экспедицией исследовался курган предскифского времени — Уашхиту I (хутора Дорошенко). В этом кургане были найдены упряжка и остатки колесницы новочеркасского времени.
К следующему периоду меотской культуры относится Серёгинский грунтовый могильник около хутора Чернышёв, где 1984—1987 годах было вскрыто более 200 погребений (раскопки Е. А. Бегловой, В. Л. Лапушняна, В. Г. Самойленко, В. Р. Эрлиха).

### XIX век
С конца XVIII века на территорию района окончательно выселяются из верховий реки Белой чемгуи, а эти земли становятся ядром Темиргоевского (Чемгуйского) княжества. В ауле Хатажукай в 50—60-x годах XIX века располагалась одна из резиденций княжеского рода Болотоковых.
В 1841 году по реке Лабе закладывается Лабинская кордонная линия, с этого момента граница России стала проходить по реке. В 1862 году на реке Грязнухе сооружается военный пост Джигитский (х. Чернышев), на реке Гиаге — посты Красная Башня (х. Мокро-Назаров) и Нижнегиагинский (х. Орехов). В годы Кавказской войны (1763—1864) темиргоевцы оказывали сопротивление царским войскам, но командование Кавказской армии считало их «мирными» и создало для их управления Лабинское приставство. В 1849 году наиб Шамиля в Черкесии Мухаммед-Амин переселил темиргоевцев в горы, но через некоторое время они вернулись на свои места. В 1857 году через территорию района прошёл отряд царских войск к месту строительства крепости Майкоп. В 1860 году территория княжества была окончательно присоединена к России. С 1863 года начинается её заселение переселенцами из внутренних губерний России. С 1865 года территория района входила в состав Лабинского военно-народного округа, с 1871 — Лабинского уезда, а затем, с 1881 в состав Майкопского отдела.

### XX век
В августе 1917 года в ауле Хакуринохабле проходил съезд горцев Кубани и Черноморья, обозначивший взгляды правящих классов Адыгеи на дальнейшие пути развития в условиях, сложившихся в России после Февральской революции. В ноябре 1917 года на территории Шовгеновского района, в х. Касаткине, впервые в Адыгее была установлена советская власть. В 1918 году территория района стала ареной жестоких боёв между добровольческой армией Деникина и красногвардейскими отрядами. Летом этого же года в аулах и хуторах вёл подпольную работу первый комиссар по делам горцев Кубано-Черноморской ССР Мос Хакарович Шовгенов. В августе 1918 года он и его супруга, одна из первых адыгеек-большевичек Гошевнай Идаровна Шовгенова-Дагужиева, были зверски казнены белогвардейской контрразведкой. В память о М. Х. Шовгенове с 1929 года район носил его имя.
Фарсский округ в составе Адыгейской (Черкесской) АО основан 27 июля 1922 года. Он охватывал территории современных Красногвардейского, Кошехабльского и Шовгеновского районов. 7—10 декабря 1922 года в ауле Хакуринохабле состоялся первый съезд советов Адыгейской (Черкесской) автономной области, заложивший основы современной государственности Адыгеи. 2 августа 1924 года округ был упразднён и образован в Хакуринохабльский район. С 7 февраля 1929 года переименован в Шовгеновский. В период с 7.12.1956 года по 21.03.1958 года он был упразднён. С 15 февраля 1965 года существует в современных границах.
5 августа 1924 года в составе А(Ч)АО создаётся Хакуринохабльский район. 7 февраля 1929 года он переименован в Шовгеновский. 28 декабря 1934 года из Шовгеновского района выделяется Кошехабльский район.
В 1930-х годах в районе активно проводилась коллективизация сельского хозяйства, развивалась культура и образование.
На фронтах Великой Отечественной войны сражалось около 4,5 тысячи уроженцев района. Около 2,5 тысячи из них не вернулись домой.
В период с 9 августа 1942 года по 3 февраля 1943 года Шовгеновский район был оккупирован гитлеровскими войсками, которые нанесли большой урон народному хозяйству.
8 ноября под Ворошиловградом (Луганском) в  Украине совершил свой подвиг уроженец аула Хакуринохабля Хусен Борежевич Андрухаев, первым из советских писателей удостоенный звания Героя Советского Союза. Этого высокого звания также был удостоен Василий Савельевич Лозов, уроженец х. Михайлова, совершивший подвиг 26 октября 1943 года при форсировании Днепра.
Десятки воинов-шовгеновцев были удостоены боевых орденов, сотни — медалей.
В конце 1940-х — начале 1960-х годов в районе шло восстановление хозяйства, разрушенного войной. В сельском хозяйстве урожайность зерновых достигла 40—45 ц/га, сахарной свёклы — около 400 ц/га, надои молока составили 3,5—4 тысячи кг на фуражную корову. Увеличено поголовье скота и птицы, активно развивалась социальная инфраструктура. За высокое достижение в развитии сельского хозяйства А. Чамоков, А. Меретуков, А. Сиюхов, Н. Жарокова и Е. Куфанова-Мамаева удостоены звания Герой Социалистического Труда, десятки тружеников села награждены медалями и орденами.
С 7 декабря 1956 года по 21 марта 1958 года Шовгеновский район был ликвидирован. В современных границах он существует с 15 февраля 1965 года.
К концу 80-х годов XX века Шовгеновский район — один из наиболее развитых в аграрном секторе экономики Адыгейской АО и Краснодарского края.
В районном центре действуют мемориальный музей Героя Советского Союза Х. Б. Андрухаева, дом-музей I съезда советов Адыгеи. При Кабехабльском СДК и Заревской СОШ № 5 созданы народные краеведческие музеи. В ауле. Хакуринохабле сооружены памятники В. И. Ленину, Героям Советского Союза Х. Б. Андрухаеву и В. С. Лозову, участникам ликвидации аварии на Чернобыльской АЭС, мемориальный комплекс землякам, павшим в годы Великой Отечественной войны. Также мемориалы и памятники установлены в х. Хапачеве, х. Кирове, аулах Пшизове, Пшичо, пос. Зарево, х. Чернышове, х. Дукмасове, ауле Мамхеге, х. Свободном Труде.
В Свободном Труде установлены памятники адыгейке-большевичке Г. Шовгеновой, погибшей в 1920 году, коммунарам, у х. Веселого — братская могила на месте гибели красногвардейского отряда Е. Гречишкина, в Хакуринохабле — памятник М. Х. Шовгенову.
Имена десятков других знаменитых уроженцев района увековечены в названиях улиц аулов и хуторов.

## Население
| 1959    | 1970    | 1979    | 1989    | 2002    | 2010    | 2011    | 2012    | 2013    |
| ------- | ------- | ------- | ------- | ------- | ------- | ------- | ------- | ------- |
| 21 411  | ↘21 357 | ↘19 512 | ↘17 867 | ↘16 388 | ↗16 997 | ↗16 998 | ↘16 947 | ↘16 859 |
| 2014    | 2015    | 2016    | 2017    | 2018    | 2019    | 2020    | 2021    | 2023    |
| ↘16 790 | ↘16 629 | ↘16 441 | ↘16 245 | ↘16 187 | ↗16 237 | ↘16 180 | ↗16 227 | ↗16 262 |
| 2024    |         |         |         |         |         |         |         |         |
| ↗16 287 |         |         |         |         |         |         |         |         |

Количество жителей района — наименьшее среди районных муниципальных образований Республики, составляет 3.25 % от общего числа жителей Республики.

Национальный состав
По итогам переписи населения 2020 года проживали следующие национальности (национальности менее 0,2 % и другое см. в сноске к строке «Другие»):
| Национальность  | Численность, чел. | Доля     |
| --------------- | ----------------- | -------- |
| Адыги (Черкесы) | 9 910             | 61,07 %  |
| Русские         | 5 283             | 32,56 %  |
| Азербайджанцы   | 389               | 2,40 %   |
| Татары          | 108               | 0,67 %   |
| Армяне          | 76                | 0,47 %   |
| Украинцы        | 42                | 0,26 %   |
| Абхазы          | 33                | 0,20 %   |
| Другие          | 386               | 2,37 %   |
| Итого           | 16 227            | 100,00 % |

## Муниципальное устройство
В рамках организации местного самоуправления муниципальный район делится на 6 сельских поселений:
| № | Муниципальное образование            | Административный центр | Количество населённых пунктов | Население (чел.) | Площадь (км²) |
| - | ------------------------------------ | ---------------------- | ----------------------------- | ---------------- | ------------- |
| 1 | Джерокайское сельское поселение      | аул Джерокай           | 3                             | ↗1493            | 58,70         |
| 2 | Дукмасовское сельское поселение      | хутор Дукмасов         | 9                             | ↗2206            | 94,50         |
| 3 | Заревское сельское поселение         | посёлок Зарево         | 10                            | ↘2522            | 126,88        |
| 4 | Мамхегское сельское поселение        | аул Мамхег             | 1                             | ↗2032            | 33,39         |
| 5 | Хакуринохабльское сельское поселение | аул Хакуринохабль      | 3                             | ↗4243            | 90,86         |
| 6 | Хатажукайское сельское поселение     | аул Пшичо              | 5                             | ↗3804            | 117,10        |

21 мая 1864 года в урочище Кбаадэ (ныне п. Красная Поляна Адлерского района г. Сочи) завершилась многолетняя Кавказская война, итогом которой стало включение Черкесии (Закубанья) в политико-экономическую систему Российской империи. Но уже в ходе войны командование царских войск было привлечено к созданию на завоеванных землях системы управления населением, большая часть которого выселялась в Турцию.
Нынешняя территория Шовгеновского района до середины 60-х годов XIX века входила в состав одного из наиболее значимых западночеркесских княжеств — Темиргоевского или Чемгуйского, названного по имени народности «темиргой» или «к1эмгуй». С 1840 г. северной границей княжества становится, р. Лаба, на которой царскими войсками была построена Лабинская кордонная линия, заселявшаяся казачьими станицами.
В ходе Кавказской войны, правящая в Темиргое династия Болотоковых, несмотря на сильное сопротивление царским войскам, была вынуждена принять подданство Российской империи в 1860 г. Постепенно, силе русского оружия вынуждены были подчиниться и вассальные Темиргоевскому княжеству земли егерухайцев, хатукащев, махошевцев и мамхегцев.
В 1861—1862 годах на этих землях создаются Нижнелабинское и Верхнелабинское приставства, для управления покоренными народностями и контролем за ходом выселения не пожелавших оставаться под властью России. В 1863 г. создается Абадзехский округ, возглавил который полковник царской армии Фица Абдурахманов. Одновременно в Закубанье начинается переселение казаков, русских и украинских крестьян.
30 июня 1865 года горское население выделяется в особые военно-народные округа, а переселенцы — по полковым округам Кубанского казачьего войска. Всего было создано 5 горских округов: Псекупский, Лабинский, Урупский, Зеленчукский и Эльбрусский.
Современная территория Шовгеновского района вошла в Лабинский округ. С севера и востока его границей были реки Кубань и Лаба, с запада — р. Белая, с юга — казачьи станицы 22-го и 23-го полков.
В 1868 году состав округа был таким (названия, аулов по документам тех лет):
- Адамиевский,
- Айтека Болотокова,
- Асланбека Болотокова,
- Бгуашехабль,
- Бенокский,
- Джанкетовский,
- Егерукаевский,
- Мамхегский,
- Натырбовский,
- Унароковский,
- Хаджимуковский,
- Хатукаевский,
- Хакуриновский,
- Хачмизиевский,
- Ходзский.

В этот список не попали переселявшиеся аулы Пшизовский, Ульский.
Новое административное устройство было закреплено Положением от 20 января 1866 года. В округах учреждались словесный суд, местное самоуправление. Часть земель в пределах округов выделялось для поселения отставных солдат и переселенцев из внутренних губерний России.
30 декабря 1869 года горские округа упраздняются, в связи с введением в Кубанской области гражданского управления. Вместо округов создаются уезды. В числе прочих был и Майкопский уезд, в состав которого войта и территория Шовгеновского района. В уезде в 1873 году числилось 20 аулов, 62 станицы (в том числе 5 с поселковым управлением) и большое количество хуторов в их юртах, 2 немецких колонии.
Согласно данным из «Списков населённых мест Кубанской области на 1885 год, по данным 1882 года» на современной территории Шовгеновского района располагались следующие населённые пункты:
Юрт а. Джеракай:
- а. Хачемзий,
- хутора Хаджи Берзегова, Унарокова, Симонова.

Юрт а. Хакуринохабль:
- а. Мамхеговский,
- Мамхеговская обывательская станция, хутора Харина, Хакуринова, эфенди Тхакумашева, Айдамира Даурова, Чумацкий казачий пост.

Юрт а. Хатажукай:
- а. Хатажукай
- п. Верхне-Пшичо, Грязнухинская почтовая станция, хутора Фурсова, Болотокова −1, Болотокова −2, Игнатьева, Пшизова, Хаджибия Чамокова.

Юрт а. Уляп:
- а. Уляп
- Тенгинская почтовая станция, Тенгинский казачий пост, хутора Макарова, Дукмасова.

В юрте станицы Гиагинской числились следующие хутора (указаны только располагавшиеся на территории района):
- хутора Шимека и Шессен, Колосова, Стратонова, Орехова, Самойлова, Тихонова, Михайлова, Худобашева, Назарова, Пентюхова.

Юрт а. Пшижхабль:
- а. Пшижхабль
- хутора Чернышева, Штригеля, Решмедилова, Пшизова, Пауна.

В 1888 году управление в области возвращается к полувоенным формам: уезды преобразуются в отделы. Территория нынешнего Шовгеновского района вошла тогда в Лабинский отдел с центром в селении Армавир. 7 февраля 1891 г. населённые пункты нашего района были причислены к Майкопскому отделу. Он включал в себя территории нынешних Апшеронского, Белореченского, Мостовского, части Усть-Лабинского, Туапсинского, Горяче-Ключевского, Красногвардейского, Шовгеновского, Кошехабльского, Гиагинского и Майкопского районов.
Своеобразным было управление горскими аулами: при сохранении элементов самоуправления, они подчинялись напрямую властям отдела.
На территории нашего района юртовые аульские земли охватывали в это время большую часть площади, за исключением так называемых Краснобашненских хуторов, которые в большинстве своем располагались в юрте станицы Гиагинской. Хутора, поселенные на арендном праве в юртах аулов причислялись к населению аулов.
Согласно «Алфавитному списку дач и населённых пунктов Кубанской области по данным переписи 1917 года», современная территория района в составе Майкопского отдела разделялась так:
Дача а. Джеракай
- а. Джеракай

Дача а. Мамхеговского
- а. Мамхеговский
- х. Вахтина
- х. Лейбо

Дача а. Ульского
- а. Ульский
- х. Дукмасов
- товарищество Дукмасова
- экономия Чернышево
- экономия Уланово
- х. Сухой Касаточкин
- х. Николин
- х. Речмедилов
- х. Уланов
- товарищество Уланова
- х. Мокрый
- х. Лодин
- х. братьев Богарсуковых
- товарищество Лодино
- х. Шаповалов
- х. Сухой Назаров
- х. Мамацев
- х. Верхне-Назаров
- х. Богарсуков

В составе дачи станицы Гиагинской также числились:
- х. Чикалов
- х. Мокрый Касаточкин
- х. Спиваков
- х. Мамацев
- х. Пентюхов

Дача а. Хатажукаевского
- а. Хатажукаевский
- х. Вольных Птичек
- х. Дорошенко
- х. Упчежоков
- х. Майкопаров
- х. Лейбо
- х. Гончаров
- х. Жароков
- х. Пшизов
- х. Задунайский
- х. Михайлов
- х. Почетков
- х. Саратовский
- х. Грязнуха
- х. Агабабов
- х. Игнатова
- х. Вольных Птичек-2
- х. Хапачев
- товарищество Дорожко в х. Вольных Птичек
- х. Потехин
- а. Пшизовский
- х. Речмедилов
- х. Чернышев

В декабре 1917 года в х. Орехов и в 14 близлежащих хуторах устанавливается Советская власть, и создаются Советы крестьянских и солдатских депутатов. К этому моменту в составе Майкопского отдела было 50 станиц, 4 селения, 12 аулов, 26 сел, 4 имения, 7 посёлков и 1 город и около 250 хуторов (они, за редким исключением, своего управления не имели).
После окончательного установления Советской власти на Кубани, начинается процесс национально — государственного строительства у горских народов. Согласно Декрету ВЦИК РСФСР от 27 июля 1922 года была образована Черкесская (Адыгейская) автономная область. Территория создаваемой области была разделена на 3 округа: Псекупсский, Ширванский и Фарсский. В состав Фарсского округа вошли следующие селения из Майкопского отдела:
- Аулы: Блечепсин, Джеракай, Егерухай, Кошехабль, Мамхег, Пшизовский, Ульский, Хатажукай, Хакуринохабль, Хачемзий;
- Волость: Натырбовская;
- Село: Штурбино;
- Хутора: Безводный, Вольный, Дукмасов, Звездилин, Игнатьев, Пастернаков, Русальский

(список дается по тексту постановления).
Центром округа был установлен аул Хакуринохабль. Округ был разделен на 15 волостей:
- Блечепсинскую,
- Джеракайскую,
- Кошехабльскую,
- Егерухайскую,
- Кабехабльскую,
- Краснобашенную,
- Мамхеговскую,
- Натырбовскую,
- Пшизовскую,
- Ульскую,
- Xaтaжyкайскую,
- Хачемзийскую,
- Ходзинскую,
- Хакуринохабльскую,
- Штурбинскую.

23 мая 1923 г. ВЦИК РСФСР утвердил заключение комиссии об установлении границ А(Ч)АО, на основании чего ряд хуторов Великой волости Кубано-Черноморской области передавался в состав автономии: Касаткин, Киевский, Мамацев; Мокро-Назаров, Орехов, Пикалин, Пентюхов, Лодин, Большой Сидоров, Соснов, Спиваков, Терпугов, Тихонов и Чикалов. Однако, дело о Краснобашенных хуторах, тянулось вплоть до 1926 года. так как то население хуторов, то кубанские власти были против включения их в состав А (Ч)АО. В то же время в присоединении к области было отказано населению хуторов Лисецкого, Бережного, Среднего Дукмасова, села Вечного. Вот в таких непростых условиях рождалась автономия Адыгеи.
Согласно Постановлению Президиума ВЦИК РСФСР от 24 октября года, Фарсскому округу была передана большая часть упраздненного Ширванского округа (до р. Белой). Были укрупнены и волости. К 1 января 1924 года округ стал иметь такой вид:
Волости:
- Адамийская,
- Блечепсинская,
- Джамбичийская,
- Преображенская,
- Хакуринохабльская,
- Хатажукайская,
- Хатукайская,
- Ходзинская,
- Ульская.

В этот период, принимается решение о районировании, в порядке эксперимента, Юго-Восточного (Северо-Кавказского) края, в том числе и автономных областей. Применительно к Адыгее, рассматривалось несколько вариантов районирования, с учётом тех или иных особенностей. Так, по одному из них, округа сохранялись, но делились на районы. Центром Фарсского округа предполагалось сделать аул Уляп, а округ разделить на 8 — 10 районов, соответствовавших по территории прежним волостям. Однако возобладал другой подход.
5 августа 1924 года Президиум ВЦИК РСФСР разделил Адыгейскую (Черкесскую) АО на 5 районов, а 2 сентября Северо-Кавказский крайисполком, утвердил их состав. В числе других был создан и Хакуринохабльский район, в составе которого было образовано 8 сельских Советов:
- Джеракайский
- Егерухайский
- Мамхеговский
- Пшизовский
- Ульский
- Хакуринохабльский
- Хатажукаевский
- Хачемзиевский.

До конца 1924 года, в составе района создаются Дукмасовский и Чернышёвский сельсоветы. 30 июля 1925 г. создается Штурбинский сельсовет, в 1926 году (не позже мая — июня) Дукмасовский сельский Совет ликвидируется, дополнительно образуются Кабехабльский, Краснобашенский.
Согласно «Спискам населённых мест Северо-Кавказского края на 1925 г.» в состав Хакуринохабльского района входили:
Джеракайский сельский Совет:
- а. Джеракай
- х. Афамготов
- х. Вахтин
- х. Унароков (Дмитриевский)
- коммуна «Свободный Труд»

Егерухайский сельский Совет:
- а. Егерухай
- х. Мишинов (Литвинов)
- х. Соколов

Хатажукаевский сельский Совет:
- х. Абазов
- х. Болотоков
- х. Гончаров
- х. Дорошенко
- х. Задунайский
- а. Кабехабль
- х. Келеметов (Грязнуха)
- х. Лейбо
- х. Майкопаров
- х. Михайлов
- х. Новоруденко
- х. Пшизовский
- х. Упчежоков
- а. Хатажукай
- х. Хапачев

Дукмасовский сельский Совет:
- х. Дукмасов
- х. Богорсуков
- х. Гайсенюков
- х. Красный Герой
- х. Лотарев
- х. Мамацев
- х. Мокрый Касаткин
- х. Мокрый Назаров
- х. Орехов
- х. Пикалин и Лодин
- х. Пентюхов
- х. Соснов
- х. Тихонов
- х. Чикалов

Мамхеговский сельский Совет:
- а. Мамхег

Пшизовский сельский Совет:
- а. Пшизовский
- плантации братьев Гумовых

Уляпский сельский Совет:
- а. Уляп
- х. Бирюков
- х. Безводный
- х. Бондарев
- х. Дукмасов
- х. Спиваков
- х. Уланов
- с. Штурбино

Хакуринохабльский сельский Совет:
- а. Хакуринохабль

Хачемзийский сельский Совет:
- а. Хачемзий
- Выселки из коммуны «Просвещение и Труд»
- коммуна Красная Звезда
- х. Новоалексеевский
- х. Отрадный
- х. Нагороков
- Отрубные хозяйства-выселки
- х. Симоно-Макарьевский
- коммуна «Просвещенный Труд»

Чернышевский сельский Совет:
- х. Хакурате (Чернышев)

К 1 января 1927 года состав Хакуринохабльского района и количество населённых пунктов в нём изменились (по данным «Списков населённых пунктов А (Ч) АО на 1 января 1927 года»):
Джеракайский сельский Совет:
- а. Джеракай
- х. Афамготов
- х. Вахтин
- х. Дмитриевский
- коммуна «Свободный Труд»

Егерухайский сельский Совет:
- а. Егерухай
- х. Мишинов
- х. Соколов
- мельница Тахумова
- сторожка Хаджимуковского лесничества

Кабехабльский сельский Совет:
- а. Кабехабль
- х. Гончаров
- х. Дорошенко
- х. Задунайский
- х. Келеметов
- х. Лейбо-Абазов (бывшее имение Деминой и Лейбо)
- х. Михайлов
- х. Новорусов (Пшизов-Новорусов)
- х. Упчежоков

Краснобашненский сельский Совет:
- х. Орехов
- х. Безводный
- х. Богорсуков
- х. Бондарев
- х. Гассейников
- х. Лодин
- х. Мамацев
- х. Мокро-Касаточкин (Касаткин)
- х. Мокро-Назаров
- х. Пикалин
- х. Пентюхов
- х. Соснов
- х. Спиваков
- х. Тихонов
- х. Чикалов (Чакалов)

Мамхеговский сельский Совет:
- а. Мамхег

Пшизовский сельский Совет:
- а. Пшизов

Уляпский сельский Совет:
- а. Уляп
- х. Дукмасов
- х. Потяженко
- мельница Райисполкома

Хакуринохабльский сельский Совет:
- а. Хакуринохабль

Хатажукаевский сельский Совет:
- а. Хатажукай
- х. Хапачев

Хачемзийский сельский Совет:
- а. Хачемзий
- х. Гребенюков
- х. Красная Звезда
- х. Красный Фарс
- х. Новоалексеевский
- х. Отрадный
- х. Пако-Нагороков (Пакин)
- х. Панченко
- х. Симоно-Макарьевский
- коммуна «Просвещенный Труд»

Чернышевский сельский Совет:
- х. Чернышевский (Чернышев и Речмедилов)
- х. Ново-Руденко (бывшее имение Т. Шовгенова)

7 февраля 1929 года 5 в ААО проводится укрупнение районов. Вместо 5 их остается 3. Создается и Шовгеновский район, за счет территорий бывших Хакуринохабльского и Натырбоввкого районов, с центром в а. Хакуринохаблъ. Штурбинский и Краснобашненский сельсоветы отойти к Красногвардейскому району. Хутор Дукмасов был передан Штурбинскому сельсовету. Изменилась сеть сельских Советов района. Состав района на 1 февраля 1930 года был таким:
Сельсоветы:
- Блечепсинский
- Вольненский
- Дмитриевский
- Дорошенковский
- Егерухайский
- Игнатьевский
- Кошехабльский
- Натырбовский
- Пшизовский
- Уляпский
- Хатажукайский
- Хачемзийский
- Ходзинский
- Хакуринохабльский

Если говорить о населённых пунктах современного Шовгеновского района, то произошли следующие изменения: х. Хапачев был передан Дорошенковскому сельсовету, а. Кабехабль — Хатажукайскому, Чернышевский сельсовет объединен с Уляпским, Мамхегский — с Хакуринохабльским, Джеракайский — преобразован в Дмитриевский. В 1930 году русские округа в Северо-Кавказском крае упраздняются, и районы напрямую подчиняются крайисполкому. Это послужило началом новых административно — территориальных реформ на Северном Кавказе.
10 января 1934 года Северо-Кавказский край разделяется на Азово-Черноморский с центром в Ростове-на-Дону и Северо-Кавказский (с 1936 г. — Орджоникидзевский) с центром, сначала в Пятигорске, затем с 1936 г. — в Ворошиловске (Ставрополе). 28 декабря 1934 года Президиум ВЦИК РСФСР разукрупнил районы Азово-Черноморского края, в том числе и Адыгейской АО. Вместо 3 районов в Адыгее вновь создаются 5. Из состава Шовгеновского района был выделен Кошехабльский район, а в Шовгеновский из Красногвардейского возвращены Краснобашненский (его центром ещё в 1929 г. стал х. Дукмасов) сельсовет и с. Штурбино, был восстановлен Чернышевский сельсовет. А вот аул Джеракай, хутора Семено — Макаренский и Свободный Труд вошли в состав Koшехабльского района.
С этого периода, вплоть до конца 1950-х годов, границы Шовгеновского района и его состав, оставались неизменными. В 1930-е годы усилился процесс сселения мелких хуторов в более крупные, некоторые опустели в результате голода 1932—1933 гг., в результате чего число населённых пунктов в районе сократилось. Причём законодательно этот процесс тогда не контролировался, а исчезнувшие хутора просто исключались из учётных данных. Как исключение, в 1933 г., выселившиеся из Хатажукая татары основали х. Нацмен (с 1935 г. — им. Кирова) и в 1936 г., переселенцы из с. Новоалексеевского Красногвардейского района образовали х. Победитель (с 1937 г. — Веселый).
13 сентября 1937 года из состава Азово-Черноморского края была выделена Ростовская область, край переименовывался в Краснодарский с центром в г. Краснодар ААО вошла в состав последнего.
На 1 января 1941 г. Шовгеновский район выглядел так:
Сельсоветы:
- Дукмасовский
- Дорошенковский
- Пшизовский
- Уляпский
- Хакуринохабльский
- Хатажукайский
- Чернышевский.

С 9 августа 1942 года по 4 февраля 1943 года Шовгеновский район был оккупирован немецко-фашистскими захватчиками.
В 1950-х годах произошли небольшие преобразования в сети сельских Советов. В 1952 г. центр Чернышевского сельсовета был перенесен в х. Ново — Руденко, а 17 июня 1954 г. решением Краснодарского крайисполкома в Шовгеновском районе были объединены Пшизовский и Хатажукайский сельсоветы — в Хатажукайский, Чернышевский и Дорошенковский — в Чернышевский. В 1956 г. в Адыгее вновь происходит укрупнение, районов. Результатом этого, стала ликвидация Шовгеновского района. Указом Президиума Верховного Совета РСФСР от 7 декабря 1956 года Шовгеновский район упразднялся. Хакуринохабльский и Хатажукайский сельсоветы передавались Кошехаблъскому району. Хутора Келеметов, Безводный, Дорошенко, Михайлов, Новорусов, Задунайский и Лейбо — Абазов Чернышевского сельсовета (колхоз « Заря коммунизма»), Мамацев, Касаткин. Высокий, Пикалин, Лодин Дукмасовского сельсовета (колхоз им. Молотова), передавались в Гиагинский район. Уляпский и оставшаяся часть Дукмасовского сельсоветов, отошли Красногвардейскому району.
Укрупнение районов в Адыгее себя не оправдало, и уже 21 марта 1958 года Шовгеновский район был восстановлен в границах 1934 года, а районный центр — а. Хакуринохабль переименован в аул Шовгеновский (в чём было отказано жителям а. Урупский Новокубанского р-на Краснодарского края). Район был восстановлен с учётом мнения жителей и общественности.
На 1 января 1960 года состав района был таким:
Дукмасовский сельсовет:
- х. Дукмасов
- х. Бирюков
- х. Богорсуков
- х. Высокий
- х. Касаткин
- х. Лодин
- х. Мамацев
- х. Мокро-Назаров
- х. Орехов
- х. Пентюхов
- х. Пикалин
- х. Соснов
- х. Спиваков
- х. Тихонов
- х. Чикалов
- с. Штурбино

Уляпский сельсовет:
- а. Уляп

Хатажукайский сельсовет:
- а. Пшичо
- а. Кабехабль
- а. Пшизов
- а. Хатажукай

Чернышевский сельсовет:
- х. Новоруденко
- х. Веселый
- х. Дорошенко
- х. Задунайский
- х. Келеметов
- х. Лейбо-Абазов
- х. Михайлов
- х. Новорусов
- х. Чернышев
- п. совхоза «Заря»
- п. Ульского пенькозавода

Шовгеновский сельсовет:
- а. Шовгеновский
- х. Киров
- а. Мамхег
- х. Хапачев

В 1963 году в Адыгее в связи с разделением партийных органов на промышленные и сельские, происходит реорганизация районов.
Указом Президиума Верховного Совета РСФСР от 1 февраля 1963 года создается Шовгеновский сельский район с центром в а. Кошехабль. В его состав вошли бывший Кошехабльский район и Хакуринохабльский, Хатажукайский, Чернышевский (с переименованием его в Новоруденковский) сельсоветы Шовгеновского района, а Дукмасовский, Уляпский сельсоветы и хутора Чернышев и Веселый Чернышевского сельсовета передавались в Красногвардейский сельский район.
На 1 января 1964 года состав Шовгеновского сельского района был таким:
Сельские Советы:
- Блечепсинский
- Вольненский
- Дмитриевский
- Егерухайский
- Натырбовский
- Новоруденковский
- Хатажукайский
- Шовгеновский

В 1965 году административно-территориальное деление возвращается к прежний формам. Указом от 12 января 1965 года был восстановлен Шовгеновский район. Территория Шовгеновского района сложилась следующим образом: Хатажукайский, Новоруденковский, Хакуринохабльский сельсоветы. 15 февраля 1965 года к району присоединялись Дукмасовский сельсовет, хутора Чернышев и Веселый Уляпского сельсовета Красногвардейского района (сам сельсовет остался в составе Красногвардейского района), а также аул Джеракай, хутора Свободный Труд и Семено — Макаренский Дмитриевского сельсовета Кошехаблъского района. Решением Краснодарского крайисполкома от 27 сентября 1967 года х. Новоруденко был соединен с поселком Зарево, а сельский Совет переименован в Заревский.
В 1960—1970-е годы в районе продолжился процесс сселения мелких населённых пунктов.
Решением Краснодарского крайисполкома от 27 июля 1974 года в составе Шовгеновского района был образован Джеракайский сельский Совет. Решением Адыгейского облисполкома от 24 мая 1991 года в районе создается Мамхегский сельский Совет.
Следующие изменения были связаны с провозглашением Республики Адыгея 5 октября 1990 года (до 28 июня 1991 года Адыгейская АССР, до 24 марта 1992 года — ССР Адыгея). Постановлением Законодательного Собрания — Хасэ РА от 30 марта 1994 года сельские и поселковые Советы были преобразованы в округа. На 1 января 1995 года состав района был таким:
Сельские округа:
- Джеракайский
- Дукмасовский
- Заревский
- Мамхегский
- Хатажукайский
- Шовгеновский

Постановлением Государственного Совета — Хасэ РА от 27 марта 1996 года аулу Шовгеновский было возвращено историческое название Хакуринохабль, сельский округ также стал Хакуринохабльским, а сам район не переименовывался.

## Населённые пункты
В район входит 31 сельский населённый пункт:
| №  | Населённый пункт   | Тип     | Население | Сельское поселение |
| -- | ------------------ | ------- | --------- | ------------------ |
| 1  | Весёлый            | хутор   | ↗252      | Заревское          |
| 2  | Джерокай           | аул     | ↗1069     | Джерокайское       |
| 3  | Дорошенко          | хутор   | ↗135      | Заревское          |
| 4  | Дукмасов           | хутор   | ↗506      | Дукмасовское       |
| 5  | Задунаевский       | хутор   | →42       | Заревское          |
| 6  | Зарево             | посёлок | ↘937      | Заревское          |
| 7  | Кабехабль          | аул     | ↗854      | Хатажукайское      |
| 8  | Касаткин           | хутор   | ↘148      | Дукмасовское       |
| 9  | Келеметов          | хутор   | ↗11       | Заревское          |
| 10 | Киров              | хутор   | ↘117      | Хакуринохабльское  |
| 11 | Лейбоабазов        | хутор   | ↘103      | Заревское          |
| 12 | Лесхозный          | посёлок | →3        | Хатажукайское      |
| 13 | Мамацев            | хутор   | ↗257      | Дукмасовское       |
| 14 | Мамхег             | аул     | ↘2019     | Мамхегское         |
| 15 | Михайлов           | хутор   | →89       | Заревское          |
| 16 | Мокроназаров       | хутор   | ↗418      | Дукмасовское       |
| 17 | Новорусов          | хутор   | ↘89       | Заревское          |
| 18 | Орехов             | хутор   | ↗127      | Дукмасовское       |
| 19 | Пентюхов           | хутор   | ↗119      | Дукмасовское       |
| 20 | Пикалин            | хутор   | ↘63       | Дукмасовское       |
| 21 | Пшизов             | аул     | ↗872      | Хатажукайское      |
| 22 | Пшичо              | аул     | ↗1107     | Хатажукайское      |
| 23 | Свободный Труд     | хутор   | ↗311      | Джерокайское       |
| 24 | Семёно-Макаренский | хутор   | ↘113      | Джерокайское       |
| 25 | Тихонов            | хутор   | ↗422      | Дукмасовское       |
| 26 | Ульский            | посёлок | ↘136      | Заревское          |
| 27 | Хакуринохабль      | аул     | ↗3879     | Хакуринохабльское  |
| 28 | Хапачев            | хутор   | →247      | Хакуринохабльское  |
| 29 | Хатажукай          | аул     | ↗968      | Хатажукайское      |
| 30 | Чернышев           | хутор   | ↘728      | Заревское          |
| 31 | Чикалов            | хутор   | ↗146      | Дукмасовское       |

Упраздненные населенные пункты
12 февраля 2002 года был упразднен хутор Лодин.

## Средства массовой информации
- Издаётся районная газета «Заря»

## Известные уроженцы
Родившиеся в Шовгеновском районе.